# A Mighty Heart
A Mighty Heart (Un corazón invencible en España) es una película dirigida por Michael Winterbottom y producida por Brad Pitt.

## Sinopsis
El filme, protagonizado por Angelina Jolie, se basa en la historia real de Mariane Pearl, la esposa del periodista del Wall Street Journal, Daniel Pearl.
La trama gira en torno al espíritu de superación de la desconsolada esposa que, embarazada de 6 meses, decidió escribir un libro en memoria de su esposo para que su hijo pudiera conocer a su padre a través de él.

## Reparto
| Actor               | Personaje                                                                                     |
| ------------------- | --------------------------------------------------------------------------------------------- |
| Dan Futterman       | Daniel Pearl                                                                                  |
| Angelina Jolie      | Mariane Pearl                                                                                 |
| Will Patton         | Randall Bennett, Agente especial de Estados Unidos Servicio de Seguridad Diplomática (DSS)    |
| Alyy Khan           | Sheikh Omar / Bashir                                                                          |
| Archie Panjabi      | Asra Nomani                                                                                   |
| Irrfan Khan in film | Javid Habib, SSP CID, Karachi (Personaje basado en Zeeshan Kazmi, jefe de Policía de Karachi) |
| Adnan Siddiqui      | Dost Aliani                                                                                   |
| William Hoyland     | John Bauman, cónsul general de Estados Unidos                                                 |
| Denis O'Hare        | John Bussey, editor extranjero del Wall Street Journal                                        |
| Bilal Saeed         | Moinuddin Haider, ministro del Interior de Pakistán                                           |
| Shah Murad Aliani   | Amjad Farooqi                                                                                 |
| Ahmed A. Jamal      | Khalid Khawaja, miembro de la Fuerza Aérea Paquistaní de ISI                                  |
| Daud Khan           | Masud the Fixer, fundador de Jaish-e-Mohammed y mentor de Sheikh Omar                         |
| Ikram Bhatti        | Sheikh Gilani, clérigo y fundador de Jamaat ul-Fuqra                                          |
| Jeffry Kaplow       | Judea Pearl                                                                                   |
| Perrine Moran       | Ruth Pearl                                                                                    |
| Azfar Ali           | Azfar                                                                                         |
| Imran Hasnee        | Journalist                                                                                    |
| Jillian Armenante   | Maureen Platt                                                                                 |
| Zachary Coffin      | Matt MacDowell                                                                                |
| Demetri Goritsas    | John Skelton                                                                                  |
| Pervez Musharraf    | Él mismo, Presidente de Paquistán (material de archivo)                                       |
| Colin Powell        | Él mismo, Secretario de Estado de los Estados Unidos (material de archivo)                    |
| Sajid Hasan         | Zubair                                                                                        |
| Mikail Lotia        | Hasan                                                                                         |
| Gary Wilmes         | Steve LeVine, corresponsal de Centro-Asia del Wall Street Journal                             |
| Sean Chapman        | Periodista de Estados Unidos                                                                  |

## Premios

### Globos de Oro
| Año  | Categoría                              | Persona        | Resultado |
| ---- | -------------------------------------- | -------------- | --------- |
| 2008 | Globo de Oro a la mejor actriz - Drama | Angelina Jolie | Nominada  |

- Datos: Q917355